# کراساوینو
شهر کراساوینو (به روسی: Красавино) در کشور روسیه و در اوبلاست ولوگدا واقع شده‌است.